# Noah Robbins
Pour les articles homonymes, voir Robbins.
Noah Robbins, né le 6 octobre 1990 à Potomac, dans le Maryland, est un acteur américain.

## Filmographie

### Cinéma
- 2011 : Newsworthy : Frederick
- 2013 : Aftermath : Jem
- 2016 : Indignation : Marty Ziegler
- 2016 : Miss Sloane : Franklin
- 2017 : Les Parias : Martin Vimmel
- 2017 : Aardvark : Daniel
- 2017 : Fatal Crossing : Eric
- 2018 : Cruise : Anthony Panagopoulos
- 2018 : Mariage à Long Island : Noah
- 2018 : Petits coups montés : Bo l'interne
- 2019 : Villains : Nick
- 2019 : The Assistant : un assistant
- 2020 : Les Sept de Chicago : Lee Weiner
- 2021 : Treat : Robbie
- 2021 : Tick, Tick... Boom! : Simon
- 2023 : Leo : le serveur et le responsable du kiosque
- 2024 : To the Moon : Don Harper

### Télévision
- 2014 : Just Sayin' : Greg (1 épisode)
- 2015 : The Slap : Lee (1 épisode)
- 2015 : Orange Is the New Black : Samuel (1 épisode)
- 2015 : Masters of Sex : Henry Johnson (1 épisode)
- 2015 : Gotham : Evan Pike (1 épisode)
- 2015 : The Good Wife : Josh Shelby (1 épisode)
- 2016 : Grease: Live! : Eugen Flesnick
- 2016 : Younger : Bryce Reiger (4 épisodes)
- 2017 : Blue Bloods : Richie Turner (1 épisode)
- 2017-2019 : Unbreakable Kimmy Schmidt : Zach (7 épisodes)
- 2018 : Forever : Mark Erickson (4 épisodes)
- 2019 : Evil : Sebastian Lewin (3 épisodes)
- 2020-2021 : Billions : Merle Howard (2 épisodes)
- 2021 : Blacklist : William Benedict (1 épisode)
- 2024 : Great Performances : Charlie Cotchipee (1 épisode)